# 잘만테크
잘만테크는 개인용 컴퓨터의 각종 부품을 개발하여 판매하는 비상장기업이다. 그래픽카드, 컴퓨터용 냉각장치, 파워서플라이, 케이스, 모니터 등을 자체 브랜드 및 OEM 생산한다. 브랜드명이나 제품명에서 짧게 줄여 종종 잘만이라고 쓰곤 한다.
회사의 매출구성은 게임용 PC 48%, 케이스류 14%, 파워류 10%, 쿨러류 8%, 디스플레이 관련 8% 등으로 이루어진다.
경영 사정이 어려웠던 2012년경, 비상장회사인 글로벌 가전 업체 모뉴엘에 의해 인수되었다. 그러나 2014년 10월, 잘만테크의 모회사인 모뉴엘은 금융권에서 빌린 5000억원의 여신을 갚지 못하고 부도를 낸 후 대표이사가 도주했다. 이에 잘만테크는 주가에 큰 타격을 입었고, 금융사와 협력사들 또한 큰 피해를 보았다.

## 제품

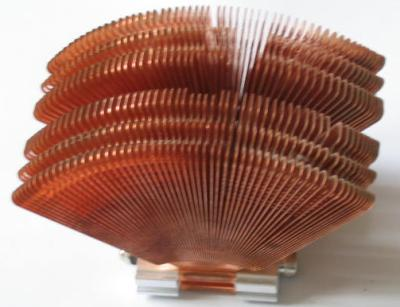
꽃 모양의 잘만 CPU 히트싱크

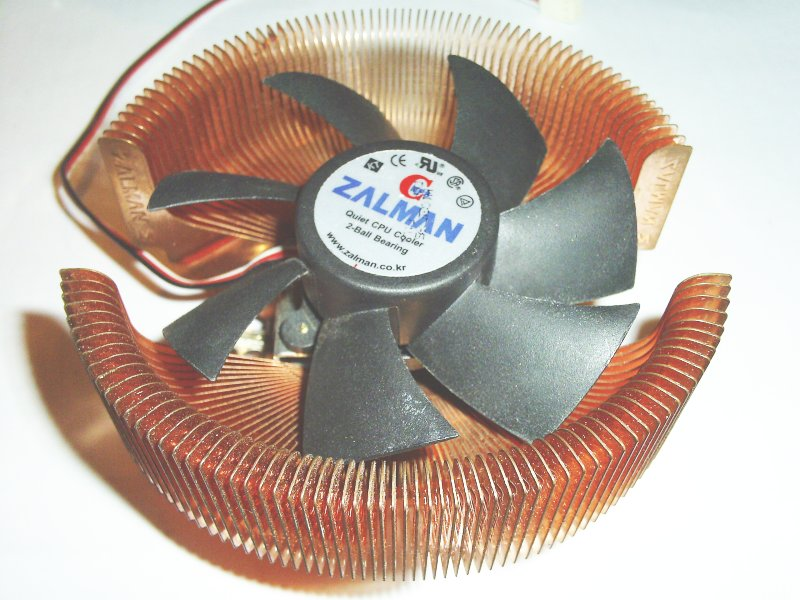
잘만 7000 - 펜티엄 4, 애슬론 64 마이크로프로세서용

잘만테크는 1999년 설립 때부터 각종 PC 제품 개발을 해 왔다. 특히 쿨러 계열의 부품 기술에 집중해 왔는데, 이는 개인용 조립PC에 발열 및 소음 문제가 중요한 요소이기 때문이다. 각종 쿨러의 냉각 성능 강화와 소음 저하 관련 기술에 전문성을 보이며 관련 특허도 소유하고 있다.
CPU의 히트 싱크와 팬을 포함하여 넓은 영역의 제품을 제작·판매한다. 그 외에 저소음 전원 공급 장치, 컴퓨터 수냉 시스템, 메인보드 칩셋 냉각기, 그래픽 카드 히트 싱크, 팬 콤보, 노트북 냉각기, 그리고 온도가 낮고 소음이 적은 하드 디스크 케이스를 생산한다.
잘만은 무팬 케이스를 제조한 첫 제조회사였다.. 케이스 안의 그래픽, 메인보드와 같은 열 발생 부품에서 나오는 열을 분산하기 위해, 히트 파이프와 방열판과 더불어 지느러미와 비슷한 물건을 사용한다.
잘만은 소켓 AM2용의 첫 히트싱크인 CNPS9500AM2를 소개하였으며, 2006년 5월 23일에 공개하였다.
잘만은 또한 5.1 헤드폰 시스템 ZM-RS6F/M을 포함하여 헤드폰 시장에도 진출한 바 있다.
잘만의 주 경쟁사는 대만의 쿨러 마스터(Cooler Master), 미국의 Antec, 스파이어, 아틱 쿨링, 써모랩 등이다.

## 같이 보기
- 컴퓨터 냉각
- 조용한 PC